# Eselborn
Eselborn (lb. Eeselbuer) – wieś (Uertschaft) w północnym Luksemburgu, w kantonie Clervaux, w gminie Clervaux. Do 3 października 2015 miejscowość leżała w dystrykcie Diekirch.